# كوكجاي (أديامان)
كوكجاي (بالكردية: Qerik أو Garikan‏) (بالتركية: Gökçay)‏ هي قرية كرديّة تتبع إداريّاً لمديرية أديامان في محافظة أديامان التركية الواقعة في جنوب شرق الأناضول. وبلغ عدد سكانها 248 نسمة في عام 2021.